# الهويج (الحد)

تعديل مصدري - تعديل

الهويج هي إحدى قرى عزلة الحد بمديرية الحد التابعة لمحافظة لحج، بلغ تعداد سكانها 219 نسمة حسب تعداد اليمن لعام 2004.